# Cristo in pietà (Giovanni da Milano)
Il Cristo in pietà è un dipinto a tempera e oro su tavola (121x63 cm) di Giovanni da Milano, firmata e datata al 1365, e conservato nella Galleria dell'Accademia a Firenze. L'opera viene considerata uno dei massimi esiti della pittura trecentesca a Firenze dopo Giotto.

## Storia
L'opera proviene dal convento dei Santi Girolamo e Francesco alla Costa e in seguito alle soppressioni del 1810 arrivò all'Accademia assieme alla maggiore fetta delle opere secolarizzate. L'opera è contemporanea agli affreschi della Cappella Rinuccini, la maggiore impresa di Giovanni a Firenze.
Il restauro del 2001 ha evidenziato la notevolissima stesura cromatica, nonostante l'irreparabile ossidazione della vernice a chiara d'uovo che ha scurito tutti i toni; vi si riconosce una pennellata filamentosa e morbidissima che anticipa il gotico internazionale.

## Descrizione e stile
La tavola, sebbene in cattivo stato di conservazione, viene unanimemente considerata uno dei capolavori dell'artista, ispirata a un naturalismo delicatissimo, che all'epoca non aveva rivali, e caratterizzata da una molteplicità di influssi recepiti e sviluppata, dai fiorentini come Nardo di Cione ai senesi come Simone Martini e Barna.
Una serie di figure tagliate all'altezza delle ginocchia sta attorno al corpo morto di Cristo, che ha la bocca sordidamente dischiusa e le braccia ormai scomposte. Esse sono la Maddalena (a destra), colta in un lamentoso pianto, Giovanni evangelista (sullo sfondo) e la Madonna a sinistra. Quest'ultima, mentre piange (e gli occhi serrati a fessura rendono perfettamente l'espresisone) abbraccia teneramente il figlio ed adagia la sua testa accanto alla sua, in un gesto intenso ed eloquente, che manifesta tutto il dolore della perdida del figlio. La toccante emotività e il senso del colore dovevano rappresentare nella Firenze dell'epoca l'alternativa più avanzata allo stile saldo e severo dell'Orcagna, artista di spicco della seconda metà del secolo.
Sulla cornice, che reca in basso la firma dell'artista in volgare ("Io G[i]ovan[n]i di Melano depinsi questa tavola i MCCCLXV"), si vedono gli stemmi Strozzi e Rinieri, evidentemente i committenti dell'opera.